# Gočárovy domky
Gočárovy domky je název pro dvojici památkově chráněných domů od Josefa Gočára, které původně stály na letišti v Praze-Kbelích a od roku 1977 se nacházejí v areálu Zoo Praha. V jedné z budov se nachází Galerie Gočár, v níž jsou mj. krátkodobě vystavovány vybrané skupiny živočichů jako žáby či sklípkani.

## Vznik a původní účel
Krátce po vzniku samostatného Československa začalo vznikat letiště ve Kbelích (tehdy ještě za Prahou, od roku 1968 součást Prahy). Zpočátku se jednalo jen o letiště vojenské, ale brzy se z něj stalo letiště civilní. V roce 1920 začaly vznikat dřevěné domky pro správu tohoto tehdy nově vznikajícího areálu. Každá z budov přitom měla jiný účel: v jednom případě se jednalo o byt správce, v další budově byla možnost občerstvení a zároveň prostory sloužily jako čekárna (de facto terminál). Ve třetí budově bylo skladiště. Tradičně se uvádí, že byly domky původně tři, jiné zdroje tvrdí, že jich bylo pět.

## Architektonické zařazení
Gočárovy domky lze po architektonické stránce zařadit do tzv. národního dekorativismu, jemuž se také říká české art deco či "styl Legiobanky" (podle jedné z významných staveb Josefa Gočára). Pro tento styl bylo typické silné uplatnění národních barev, tedy červenomodrobílé trikolóry (období krátce po založení samostatného Československa). Architekt Josef Gočár vyprojektoval v letech 1919–22 několik staveb v tomto stylu. Jednalo se o budovy bankovních paláců i menší dřevěné stavby jako právě tzv. Gočárovy domky, které vynikají sedlovou střechou i bohatou barevnou dekorací s terči, obloučky i kosodélníky. Gočár se zde nechal inspirovat tradiční lidovou architekturou.

## Stěhování a nové využití
V 70. letech 20. století už nebyly domky na letišti v Kbelích potřeba, a tak se uvažovalo o jejich zbourání. Zamýšlená destrukce již tehdy památkově chráněných budov (zapsány jako kulturní památka od roku 1974) se však dostala k tehdejšímu řediteli Zoo Praha Zdeňku Veselovskému. Tomu se podařilo dva domky získat pro zoo, nechal je rozebrat a přestěhovat do zoo, kde byly znovu sestaveny v dolní části zoo u Vltavy (naproti výběhů horských kopytníků). Stavby byly natřeny tmavou luxolovou barvou a začaly sloužit potřebám zoo. V jednom domku se nalézaly učebny pro výuku dětí, později tyto prostory sloužily jako ubytovací kapacita pro návštěvy. V druhém domku byl zřízen služební byt.
Do většího zájmu se dostaly opět až v roce 2002, kdy byly silně poškozeny povodní, která zaplavila celou spodní část zoologické zahrady. Budova někdejšího hostince byla dokonce natolik narušena, že se zlomil komín a celý objekt se naklonil. Navíc již před povodní byla konstrukce napadena dřevokaznou houbou a následně vysušování zase znamenalo popraskání řady dřevěných prvků.
Architekt Zdeněk Lukeš se pak podle svých slov snažil přesvědčit ředitele zoo Petra Fejka o potřebě oprav a přestěhování, ale dlouhou dobu tyto snahy vycházely naprázdno. Proto se začalo uvažovat také o stěhování mimo areál zoo – např. na pražský Petřín či zpět do Kbel. Myšlenku návratu do letištního areálu iniciovala v roce 2005 Městská část Praha 19. K dohodě s Ministerstvem obrany ČR, tedy majitelem letiště, nedošlo, a tak se ani uvažovaný přesun nekonal. Nakonec se v roce 2007 rozhodlo vedení zoo zařadit opravu památkově chráněných objektů mezi priority. K dalšímu stěhování tedy následně v rámci rekonstrukce opravdu došlo, ale pouze v areálu zoo. Domy se tak dostaly na bezpečné místo, kde nemohou být zaplaveny Vltavou, a zároveň obohatily a zatraktivnily odlehlý kout zoo. Ačkoliv akci schválilo ještě vedení zoo v čele s Petrem Fejkem, vlastní rekonstrukce a stěhování proběhlo až za nového ředitele Miroslava Bobka, který nastoupil od počátku roku 2010.

## Rekonstrukce
Stavby byly pod dohledem odboru památkové péče Magistrátu hl. města Prahy a Národního památkového ústavu nejprve rozebrány (duben a květen 2010), následně zrekonstruována a postaveny na novém místě (květen až prosinec 2010). Od konce roku 2010 stojí na západním okraji zoo, u serpentiny návštěvnické cesty. Na počátku 2011 bylo pořízeno vnitřní vybavení. Rekonstrukční práce připravil ateliér KAVA, bohatě zdobená průčelí byla opravena firmou Gema ART. Bylo potřeba nejen obnovit původní barevnost (národní trikolóra), ale také doplnit řadu chybějících okrasných prvků.
Náklady na rekonstrukci dosáhly 36 841 000 Kč a byly financovány hlavním městem Prahou a z operačních programů Evropské unie – grantu Operačního programu Praha – Konkurenceschopnost (OPPK).

## Současnost
Gočárovy domky byly na současné místo přestěhovány v roce 2010 a na jaře 2011 nově zpřístupněny veřejnosti u příležitosti 90. výročí jejich výstavby. Slavnostní otevření proběhlo 26. 3. 2011 v 13:00 hodin. Akce proběhla za účasti herečky Zory Jandové, praneteře zakladatele a prvního ředitele pražské zoo Jiřího Jandy, architekta Zdenka Lukeše, který se snažil iniciovat opravu památky, a rovněž vnučky architekta Josefa Gočára Lucie Gočárové.
V jedné z budov se nachází restaurace, v druhé prodejna suvenýrů a zejména výstavní prostor Galerie Gočár, kde jsou prezentovány zajímavosti z historie zoo i kolekce živých bezobratlých zvířat, které běžně zoo nevystavuje.